# Aidussina (comune)
Aidussina (in sloveno Občina Ajdovščina) è un comune della Slovenia. Ha una popolazione di 19 130 abitanti ed un'area di 245,2 km². Appartiene alla regione statistica del Goriziano. La sede del comune si trova nella città di Aidussina.

## Geografia fisica
Non lontano dal capoluogo, in località Fužine, si trova una sorgente carsica con cascata dalla quale sgorga il torrente Hubelj (le cui acque sono attualmente sfruttate in un impianto idroelettrico); tale torrente divide la città Aidussina, propriamente detta, da Šturje. Presso Podkraj vi è l'antica fortezza romana di Ad Pirum.

### Territorio
Il comune è attraversato dai seguenti corsi d'acqua: fiume Vipacco (Vipava); fiume Bela; torrente Hubelj; torrente Vrtovinšček; torrente Svinjšček; torrente Branica.
I monti principali sono: Monte Calvo (Mali Golak), 1495 m; Monte Signi (Sinji vrh), 1002 m; Veliki Modrosovec, 1355 m; Mali Modrosovec, 1306 m. Il comune si estende anche su una parte dell'altopiano della Selva di Piro (Hrušica).

### Clima
Il clima è sub mediterraneo.

## Storia
L'attuale territorio comunale in seguito all'annessione al Regno d'Italia del territorio (1920) era articolato nei comuni di:
- Aidussina
- Budagne
- Camigna (aggregato a Cernizza Goriziana nel 1928)
- Cernizza Goriziana
- Dol Ottelza (aggregato nel 1928)
- Gabria (aggregato a San Daniele del Carso nel 1928)
- Goiaci (aggregato a Cernizza Goriziana nel 1928)
- Locavizza di Aidùssina (aggregato nel 1928)
- Planina (aggregato nel 1928)
- Podicrai (aggregato a Zolla nel 1928)
- Sable grande (aggregato a Santa Croce di Aidùssina nel 1928)
- Samaria (aggregato a Rifembergo nel 1928)
- Santa Croce di Aidùssina
- Scrilla (aggregato a Santa Croce di Aidùssina nel 1928)
- Sturie delle Fusine (aggregato nel 1928)
- Ustie (aggregato nel 1928)
- Vertovino (aggregato a Cernizza Goriziana nel 1928)

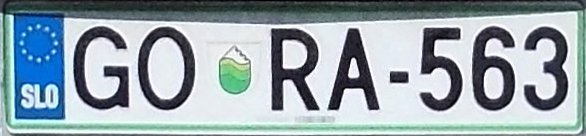
Targa del comune di Aidussina

- Zolla

## Geografia antropica

### Insediamenti
Il comune di Aidussina è formato da 45 insediamenti:
- Aidussina,[4] (Ajdovščina) insediamento capoluogo comunale, 7,00 km²
- Batuje, 2,82 km²
- Bela, 4,91 km²
- Brje, 5,34 km²
- Budanje, 5,28 km²
- Camigna[3] (Kamnje), 4,41 km²
- Cernizza[4] (Črniče), 5,35 km²
- Cesta, 2,75 km²
- Dobravlje, 3,18 km²
- Dolegna[3] (Dolenje), 1,14 km²
- Dolga Poljana, 2,31 km²
- Gabria[4] (Gaberje), 4,59 km²
- Goiaci[3] (Gojače), 5,00 km²
- Gózd, 6,91 km²
- Grivče, 3,35 km²
- Kovk, 8,85 km²
- Kožmani, 0,43 km²
- Križna Gora, 8,13 km²
- Locavizza di Aidussina[4] (Lokavec), 13,74 km²
- Malovše, 0,71 km²
- Male Žablje, 1,15 km²
- Malo Polje, 7,91 km²
- Otlica, 12,17 km²
- Plače, 2,76 km²
- Planina, 6,49 km²
- Podkraj, 19,52 km²
- Potocce[3] (Potoče), 3,05 km²
- Predméia[3] (Predmeja), 20,74 km²
- Ravne, 12,61 km²
- Sable[4] (Velike Žablje), 3,12 km²
- Samaria[3] (Šmarje), 5,81 km²
- Santa Croce di Aidussina[3] (Vipavski Križ), 0,49 km²
- Sapuse[3] (Žapuže), 1,79 km²
- Scrilla[4] (Skrilje), 1,45 km²
- Sella di Bivio[4] (Selo), 3,98 km²
- Stomaž, 7,40 km²
- Svino[3] (Zavino), 2,10 km²
- Tevče, 0,42 km²
- Ustie[4] (Ustje), 2,77 km²
- Vertazzi[3] (Vrtovče), 1,81 km²
- Višnje, 2,75 km²
- Vodice, 7,01 km²
- Vrtovin, 16,14 km²
- Žagolič, 2,85 km²
- Zolla[5] (Col), 2,62 km²

## Società

### Lingue e dialetti
| %     | Ripartizione linguistica (gruppi principali) |
| ----- | -------------------------------------------- |
| 0,01% | madrelingua tedesca                          |
| 0,03% | madrelingua ungherese                        |
| 0,08% | madrelingua italiana                         |
| 92,4% | madrelingua slovena                          |
| 1,00% | madrelingua serba                            |

Inoltre il 2,10% della popolazione ha preferito non esplicitare la propria lingua al censimento.

## Amministrazione
| Periodo | Periodo   | Primo cittadino | Partito | Carica  | Note |
| ------- | --------- | --------------- | ------- | ------- | ---- |
| 1994    | 1998      | Kazimir Bavec   |         | sindaco |      |
| 1998    | 2002      | Kazimir Bevec   |         | sindaco |      |
| 2002    | 2006      | Marjan Poljšak  |         | sindaco |      |
| 2006    | 2010      | Marjan Poljšak  |         | sindaco |      |
| 2010    | 2014      | Marjan Poljšak  |         | sindaco |      |
| 2014    | in carica | Tadej Beočanin  |         | sindaco |      |

### Gemellaggi
- Quiliano, dal 1972